# Nati nel 1954/Gennaio
| Questa pagina contiene informazioni ricavate automaticamente dalle voci biografiche con l'ausilio del template Bio e di un bot. L'aggiornamento è periodico e automatico e ricostruisce completamente la pagina. Se manca una persona in questa lista, sei pregato di non aggiungerla, ma accertati piuttosto che la sua voce biografica contenga il template Bio e che i dati anagrafici siano correttamente compilati. Se il template Bio manca, inseriscilo tu stesso o, in alternativa, metti l'avviso {{tmp\|Bio}} che ne segnala la mancanza. Se i dati riportati sono sbagliati, correggi direttamente la voce biografica; le modifiche saranno visibili in questa lista entro pochi giorni. Per chiarimenti vedi il progetto biografie. La lista contiene solo le 263 persone che sono citate nell'enciclopedia e per le quali è stato implementato correttamente il template Bio. Pagina aggiornata al 18 ago 2025. |

- 1º gennaio - Ian Bartholomew, attore e cantante britannico
- 1º gennaio - Tanella Boni, scrittrice, poetessa e saggista ivoriana
- 1º gennaio - Attila Császári, ex pentatleta e nuotatore ungherese
- 1º gennaio - Djimrangar Dadnadji, politico ciadiano († 2019)
- 1º gennaio - Eduardo Dussek, cantante, pianista e attore brasiliano
- 1º gennaio - Richard Edson, attore e musicista statunitense
- 1º gennaio - Juan de Marcos González, musicista cubano
- 1º gennaio - Giorgio Grand, regista italiano
- 1º gennaio - Desideria Guicciardini, illustratrice e disegnatrice italiana
- 1º gennaio - Ryūichi Hiroki, regista giapponese
- 1º gennaio - Akira Kudō, ex lottatore giapponese
- 1º gennaio - Irina Maleeva, attrice bulgara
- 1º gennaio - Ria van der Meijs, ex cestista olandese
- 1º gennaio - Bob Menendez, politico e avvocato statunitense
- 1º gennaio - Leonard Mlodinow, fisico, scrittore e sceneggiatore statunitense
- 2 gennaio - Henry Bonilla, politico statunitense
- 2 gennaio - Giuseppe Buzzanca, politico italiano
- 2 gennaio - Alberto Capitta, scrittore, regista e attore italiano
- 2 gennaio - Antón Lamazares, pittore spagnolo
- 2 gennaio - Germán Leguía, ex calciatore peruviano
- 2 gennaio - Tinatin Lekveišvili, ex nuotatrice sovietica
- 2 gennaio - Milovan Rajevac, allenatore di calcio e ex calciatore serbo
- 2 gennaio - Fausto Rossi, cantautore italiano
- 3 gennaio - Gabriele Adinolfi, politico, giornalista e scrittore italiano
- 3 gennaio - Abdulaziz Al-Anberi, ex calciatore kuwaitiano
- 3 gennaio - Mariateresa Di Lascia, politica e scrittrice italiana († 1994)
- 3 gennaio - Ross the Boss, chitarrista statunitense
- 3 gennaio - Ned Lamont, politico statunitense
- 3 gennaio - Erik Larson, scrittore statunitense
- 3 gennaio - Maria Pinnone, modella italiana († 1993)
- 3 gennaio - Mitchell Plaat, ex cestista olandese
- 3 gennaio - Nermedin Selimov, ex lottatore bulgaro
- 3 gennaio - Mel Tomlinson, ballerino e coreografo statunitense († 2019)
- 4 gennaio - Eugene Chadbourne, chitarrista e suonatore di banjo statunitense
- 4 gennaio - Angelo De Donatis, cardinale e arcivescovo cattolico italiano
- 4 gennaio - Daniel Goldston, matematico statunitense
- 4 gennaio - Tina Knowles, imprenditrice, stilista e personaggio televisivo statunitense
- 4 gennaio - Gilberto Pichetto Fratin, politico italiano
- 4 gennaio - Oleg Romancev, ex calciatore e allenatore di calcio sovietico
- 4 gennaio - Peter Seiffert, tenore tedesco († 2025)
- 4 gennaio - Herbert Strohmair, ex hockeista su ghiaccio italiano
- 5 gennaio - Abdullatif Abdulhamid, regista e sceneggiatore siriano († 2024)
- 5 gennaio - Michel Bensoussan, ex calciatore francese
- 5 gennaio - Don Bitterlich, giocatore di football americano statunitense
- 5 gennaio - José Ornelas Carvalho, vescovo cattolico portoghese
- 5 gennaio - Jim Catania, batterista statunitense
- 5 gennaio - Alex English, ex cestista, allenatore di pallacanestro e attore statunitense
- 5 gennaio - Jan Everse, allenatore di calcio e ex calciatore olandese
- 5 gennaio - Alvaro Gradella, attore e conduttore radiofonico italiano
- 5 gennaio - László Krasznahorkai, scrittore e sceneggiatore ungherese
- 6 gennaio - Jan Eliasberg, regista e sceneggiatrice statunitense
- 6 gennaio - Luigi Ficacci, critico d'arte italiano
- 6 gennaio - Norbert Hahn, ex slittinista tedesco orientale
- 6 gennaio - Hans Robert Hiegel, architetto tedesco
- 6 gennaio - Yūji Horii, autore di videogiochi giapponese
- 6 gennaio - Ayub Kalule, ex pugile ugandese
- 6 gennaio - Francisco Martínez Díaz, ex calciatore spagnolo
- 6 gennaio - Anthony Minghella, regista, commediografo e sceneggiatore britannico († 2008)
- 6 gennaio - Karen Moras, ex nuotatrice australiana
- 6 gennaio - Luis Ramírez Zapata, allenatore di calcio e ex calciatore salvadoregno
- 6 gennaio - Michele Serio, musicista e scrittore italiano († 2021)
- 6 gennaio - David Sproxton, imprenditore e animatore britannico
- 6 gennaio - Trudie Styler, attrice e produttrice cinematografica britannica
- 7 gennaio - Virginio Bernardi, allenatore di pallacanestro italiano
- 7 gennaio - Mauro Della Bianchina, allenatore di calcio e ex calciatore italiano
- 7 gennaio - Abilio Estévez, scrittore, drammaturgo e poeta cubano
- 7 gennaio - Jodi Long, attrice statunitense
- 7 gennaio - Marzio Lugnan, ex calciatore italiano
- 7 gennaio - Esad Mehmedalić, ex calciatore jugoslavo
- 7 gennaio - Jozef Migaš, politico slovacco
- 7 gennaio - Nikos Pantziaras, ex calciatore cipriota
- 7 gennaio - Maurizio Totti, imprenditore e produttore cinematografico italiano
- 7 gennaio - Abdullah al-Thani, politico libico
- 8 gennaio - Alessandro Bencivenni, sceneggiatore e saggista italiano
- 8 gennaio - Paolo Beni, politico italiano
- 8 gennaio - Massimo Matteoni, dirigente sportivo e pilota motociclistico italiano
- 8 gennaio - Isidore Mvouba, ingegnere e politico della Repubblica del Congo
- 8 gennaio - Vladimir Osokin, ex pistard russo
- 8 gennaio - Eugenio Scarpellini, vescovo cattolico italiano († 2020)
- 8 gennaio - Evelyn Stolze, ex nuotatrice tedesca orientale
- 8 gennaio - Luigi Ungaro, ex cestista e allenatore di pallacanestro italiano
- 8 gennaio - Ivana Vaccari, giornalista e telecronista sportiva italiana
- 9 gennaio - Arturo Annecchino, compositore e pianista venezuelano
- 9 gennaio - Mirza Delibašić, cestista jugoslavo († 2001)
- 9 gennaio - Philippa Gregory, scrittrice britannica
- 9 gennaio - Guido Rasi, medico italiano
- 9 gennaio - Tomo Vukšić, arcivescovo cattolico bosniaco
- 9 gennaio - Peter Walsh, ex cestista australiano
- 9 gennaio - Cao Wenxuan, scrittore cinese
- 10 gennaio - John Gidman, ex calciatore inglese
- 10 gennaio - Kossi Komla-Ebri, scrittore togolese
- 10 gennaio - Mark Joseph Seitz, vescovo cattolico statunitense
- 10 gennaio - Morris Towns, ex giocatore di football americano statunitense
- 10 gennaio - Bairbre de Brún, politica irlandese
- 11 gennaio - Gary Brokaw, ex cestista, allenatore di pallacanestro e dirigente sportivo statunitense
- 11 gennaio - Tahar Djaout, giornalista, scrittore e poeta algerino († 1993)
- 11 gennaio - Cal Dooley, politico statunitense
- 11 gennaio - Leszek Jabłonowski, ex schermidore polacco
- 11 gennaio - Giuliano Musiello, calciatore italiano († 2024)
- 11 gennaio - Maria Rosaria Omaggio, attrice e scrittrice italiana († 2024)
- 11 gennaio - Vicky Peña, attrice spagnola
- 11 gennaio - Barbara Prammer, politica austriaca († 2014)
- 11 gennaio - Kailash Satyarthi, attivista indiano
- 11 gennaio - Valter Vecellio, attivista, politico e giornalista italiano
- 12 gennaio - Elio Grazioli, scrittore e critico d'arte italiano
- 12 gennaio - Brahim Izri, cantautore berbero († 2005)
- 12 gennaio - Silvia Morante, fisica e scrittrice italiana
- 12 gennaio - Jean-Jacques N'Domba, calciatore congolese (Repubblica del Congo) († 2024)
- 12 gennaio - Vincenzo Nespoli, politico italiano
- 12 gennaio - Gianni Riotta, giornalista, scrittore e conduttore televisivo italiano
- 12 gennaio - Jesús María Satrústegui, ex calciatore spagnolo
- 12 gennaio - Howard Stern, conduttore radiofonico, conduttore televisivo e scrittore statunitense
- 12 gennaio - Cees van der Pluijm, scrittore e drammaturgo olandese († 2014)
- 13 gennaio - Philippe Bergerôo, ex calciatore e allenatore di calcio francese
- 13 gennaio - Bruno Coulais, compositore francese
- 13 gennaio - Nicola De Simone, calciatore italiano († 1979)
- 13 gennaio - Rafael Limón, ex pugile messicano
- 13 gennaio - Željko Mijač, calciatore e allenatore di calcio croato († 2022)
- 13 gennaio - Trevor Rabin, chitarrista e compositore sudafricano
- 13 gennaio - Nikolaos Sargkanīs, calciatore greco († 2024)
- 13 gennaio - Alexander Thieme, velocista tedesco († 2016)
- 13 gennaio - Divo Vannucci, ex calciatore italiano
- 13 gennaio - Elisabetta Vignotto, dirigente sportiva e ex calciatrice italiana
- 14 gennaio - Alessandro, cantautore e produttore discografico italiano
- 14 gennaio - Ramon Ang, imprenditore filippino
- 14 gennaio - Elio Vittorio Belcastro, politico italiano
- 14 gennaio - Jacques Brunel, allenatore di rugby a 15 e ex rugbista a 15 francese
- 14 gennaio - Adorno Corradini, giornalista, ex mezzofondista e velocista italiano
- 14 gennaio - Jim Duggan, ex wrestler statunitense
- 14 gennaio - Herbert Feurer, ex calciatore austriaco
- 14 gennaio - Masanobu Fuchi, wrestler giapponese
- 14 gennaio - Jun'ichi Ishida, attore e personaggio televisivo giapponese
- 15 gennaio - Håkan Carlqvist, pilota motociclistico svedese († 2017)
- 15 gennaio - Beverley Klein, attrice teatrale e cantante inglese
- 15 gennaio - Mohsen Labidi, ex calciatore tunisino
- 15 gennaio - Ray Simpson, cantante e attore statunitense
- 15 gennaio - Josef Weikl, ex calciatore tedesco
- 16 gennaio - Guy Carlton, sollevatore statunitense († 2001)
- 16 gennaio - Morten Meldal, chimico danese
- 16 gennaio - Mii Parima, politico cookese († 2008)
- 16 gennaio - Sergej Olegovič Prokof'ev, filosofo russo († 2014)
- 16 gennaio - Ney Santanna, attore, regista e produttore cinematografico brasiliano
- 16 gennaio - Wolfgang Schmidt, ex discobolo e pesista tedesco
- 16 gennaio - Vasilij Župikov, calciatore e allenatore di calcio sovietico († 2015)
- 17 gennaio - Pierre Bazzo, ex ciclista su strada francese
- 17 gennaio - Cheryl Bentyne, cantante e arrangiatrice statunitense
- 17 gennaio - Carlos A. Giménez, politico statunitense
- 17 gennaio - Robert F. Kennedy Jr., politico, avvocato e scrittore statunitense
- 17 gennaio - Paul Zane Pilzer, saggista e economista statunitense
- 18 gennaio - Aleksandr Anpilogov, ex pallamanista georgiano
- 18 gennaio - Jeff Derreck Clarke, ex calciatore inglese
- 18 gennaio - Ted DiBiase, ex wrestler statunitense
- 18 gennaio - Stan Klos, imprenditore, ex cestista e politico statunitense
- 18 gennaio - Antonio Olmo, allenatore di calcio e ex calciatore spagnolo
- 18 gennaio - Ciro Pezzella, calciatore italiano († 1983)
- 18 gennaio - Rocco Pignataro, politico italiano
- 18 gennaio - Kiki Smith, artista statunitense
- 18 gennaio - Richard V. Spencer, politico e militare statunitense
- 18 gennaio - Bernard Vallet, ex ciclista su strada, pistard e dirigente sportivo francese
- 19 gennaio - René Arpin-Pont, sciatore alpino francese († 1991)
- 19 gennaio - Steve DeBerg, ex giocatore di football americano statunitense
- 19 gennaio - Andrea Graziosi, storico italiano
- 19 gennaio - Akemi Iwata, ex calciatrice giapponese
- 19 gennaio - Yumi Matsutoya, cantautrice, compositrice e paroliera giapponese
- 19 gennaio - Marshall Kirk McKusick, informatico statunitense
- 19 gennaio - Katey Sagal, attrice, doppiatrice e cantante statunitense
- 19 gennaio - Cindy Sherman, artista, fotografa e regista statunitense
- 19 gennaio - Katharina Thalbach, attrice e regista teatrale tedesca
- 20 gennaio - Dorina Catineanu, ex lunghista rumena
- 20 gennaio - Paul Griffin, ex cestista statunitense
- 20 gennaio - Marit Myrmæl, ex fondista norvegese
- 20 gennaio - Ken Page, attore e cabarettista statunitense († 2024)
- 20 gennaio - Daniela Sogliani, allenatrice di calcio e ex calciatrice italiana
- 21 gennaio - Thomas de Maizière, politico tedesco
- 21 gennaio - Idrissa Ouédraogo, regista burkinabé († 2018)
- 21 gennaio - Bruno Pauletto, ex pesista, imprenditore e fisiologo italiano
- 21 gennaio - Phil Thompson, allenatore di calcio e ex calciatore inglese
- 21 gennaio - Kamelija Todorova, cantante e attrice bulgara
- 22 gennaio - Tully Blanchard, ex wrestler canadese
- 22 gennaio - Bernd Heynemann, ex arbitro di calcio e politico tedesco
- 22 gennaio - Chris Lemmon, attore statunitense
- 22 gennaio - Vicenta Salmón, ex cestista cubana
- 22 gennaio - Mircea Şimon, ex pugile rumeno
- 23 gennaio - Silvino Chiappara, allenatore di calcio e ex calciatore italiano
- 23 gennaio - Franco De Vita, cantautore venezuelano
- 23 gennaio - Gene DuChateau, ex calciatore statunitense
- 23 gennaio - Paul Richard Gallagher, arcivescovo cattolico inglese
- 23 gennaio - Fumiyo Kohinata, attore giapponese
- 23 gennaio - Ralph Nelson, ex giocatore di football americano statunitense
- 23 gennaio - Carlo Paris, giornalista italiano
- 23 gennaio - Rüdiger Schnuphase, ex calciatore tedesco orientale
- 23 gennaio - Charles Scibberas, ex calciatore maltese
- 23 gennaio - Claudio Torelli, ex ciclista su strada italiano
- 23 gennaio - Marjorie Wallace, modella, attrice e conduttrice televisiva statunitense
- 24 gennaio - William Allen Young, attore statunitense
- 24 gennaio - Jo Gartner, pilota automobilistico austriaco († 1986)
- 24 gennaio - Lorenzo Mattotti, fumettista, illustratore e regista italiano
- 24 gennaio - Irene Miracle, attrice statunitense
- 24 gennaio - Nicola Ripandelli, judoka italiano
- 24 gennaio - Glenn Worf, bassista statunitense
- 25 gennaio - Givaldo Barbosa, ex tennista brasiliano
- 25 gennaio - Ricardo Bochini, ex calciatore argentino
- 25 gennaio - Marco De Paoli, filosofo italiano
- 25 gennaio - Renate Dorrestein, scrittrice e giornalista olandese († 2018)
- 25 gennaio - Fabio Dosi, politico italiano
- 25 gennaio - David Grossman, scrittore israeliano
- 25 gennaio - Luigi Maieron, cantautore, poeta e scrittore italiano
- 25 gennaio - Demetrio Paparoni, critico d'arte e editore italiano
- 25 gennaio - Christiane Sadlo, sceneggiatrice, scrittrice e giornalista tedesca
- 25 gennaio - Alberto Toni, poeta, scrittore e drammaturgo italiano († 2019)
- 25 gennaio - Sturla Voll, allenatore di calcio norvegese
- 25 gennaio - Ann-Marie Wikner, cestista svedese († 2022)
- 26 gennaio - María Teresa Andruetto, scrittrice argentina
- 26 gennaio - Antonio D'Orrico, giornalista, critico letterario e saggista italiano
- 26 gennaio - Carlos Diarte, calciatore e allenatore di calcio paraguaiano († 2011)
- 26 gennaio - Massimo Donelli, giornalista italiano
- 26 gennaio - Victoria Vladimirovna Kovalčuk, illustratrice ucraina († 2021)
- 26 gennaio - William Nolan, arcivescovo cattolico britannico
- 26 gennaio - Viktor Žluktov, ex hockeista su ghiaccio russo
- 27 gennaio - Karel De Gucht, politico belga
- 27 gennaio - Peter Laird, fumettista statunitense
- 27 gennaio - Vincenzo Lavarra, politico e giornalista italiano
- 27 gennaio - Debbie Leonidas, ex calciatrice neozelandese
- 27 gennaio - Stelios Papaflōratos, ex calciatore greco
- 27 gennaio - Ernő Polgár, scrittore e drammaturgo ungherese († 2018)
- 27 gennaio - Luis Eduardo Reyes, ex calciatore colombiano
- 27 gennaio - Hugo Villaverde, calciatore argentino († 2024)
- 27 gennaio - Viktor Zolotov, generale russo
- 28 gennaio - Kurt Albert, alpinista e arrampicatore tedesco († 2010)
- 28 gennaio - Reiko Aonuma, ex cestista giapponese
- 28 gennaio - Graziano Gori, ex calciatore italiano
- 28 gennaio - Sigrun Krause, ex fondista tedesca
- 28 gennaio - Marialina Marcucci, imprenditrice, politica e editrice italiana
- 28 gennaio - Bruno Metsu, allenatore di calcio e calciatore francese († 2013)
- 28 gennaio - Alfredo Sabbatini, fotografo italiano († 2019)
- 28 gennaio - Kaneto Shiozawa, attore e doppiatore giapponese († 2000)
- 28 gennaio - Willy Telavi, politico tuvaluano
- 28 gennaio - Rick Warren, pastore protestante statunitense
- 29 gennaio - Richard Manitoba, cantante statunitense
- 29 gennaio - Alejandro Casañas, ex ostacolista cubano
- 29 gennaio - Paola Hofer, ex sciatrice alpina italiana
- 29 gennaio - Yukinobu Hoshino, fumettista giapponese
- 29 gennaio - Terry Kinney, attore e regista statunitense
- 29 gennaio - Snežana Mihajlova, ex cestista bulgara
- 29 gennaio - Barry Powell, allenatore di calcio e ex calciatore inglese
- 29 gennaio - Rani Maria Vattalil, religiosa indiana († 1995)
- 29 gennaio - Oprah Winfrey, conduttrice televisiva, autrice televisiva e attrice statunitense
- 30 gennaio - Rahim Ademi, generale croato
- 30 gennaio - Gianni Garrucciu, giornalista e scrittore italiano
- 30 gennaio - Anton Milkov, calciatore bulgaro († 1979)
- 30 gennaio - François Ndoumbé, ex calciatore camerunese
- 30 gennaio - Nevio Orlandi, allenatore di calcio e ex calciatore italiano
- 30 gennaio - Jude Thaddaeus Ruwa'ichi, arcivescovo cattolico tanzaniano
- 31 gennaio - Mauro Baldi, ex pilota automobilistico italiano
- 31 gennaio - Anne Eenpalu, giornalista e politica estone
- 31 gennaio - Jorge Flores González, cestista messicano († 2025)
- 31 gennaio - Charles Jordan, cestista statunitense († 2023)
- 31 gennaio - Gilberto Mancini, ex calciatore italiano
- 31 gennaio - Terry Mattingly, giornalista e docente statunitense
- 31 gennaio - Valeria Perilli, doppiatrice, annunciatrice televisiva e attrice italiana
- 31 gennaio - Mark Slavin, lottatore israeliano († 1972)
- 31 gennaio - Ossie Stewart, ex velista britannico
- 31 gennaio - Adrian Vandenberg, chitarrista olandese